# (13154) Petermrva
(13154) Petermrva est un astéroïde de la ceinture principale.

## Description
(13154) Petermrva est un astéroïde de la ceinture principale. Il fut découvert le 7 septembre 1995 à Modra par Adrián Galád et Alexander Pravda. Il présente une orbite caractérisée par un demi-grand axe de 2,21 UA, une excentricité de 0,17 et une inclinaison de 5,5° par rapport à l'écliptique.

## Compléments